# Makaza
Makaza (bulgariska: Маказа) är ett bergspass på gränsen mellan Bulgarien och Grekland.   Det ligger i regionerna Kărdzjali samt Östra Makedonien och Thrakien. Makaza ligger 678 meter över havet.